# Guangzhou International Finance Center
Guangzhou International Finance Center je mrakodrap v městě Kanton v Číně. Jeho výška je 438 metrů a má 103 poschodí. Dokončený byl v roce 2010.
V současnosti (2015) je to třináctá nejvyšší budova na světě.